# Бабиће (Пећ)
Бабиће (алб. Babiq) је насељено место у општини Пећ, на Косову и Метохији. Према попису становништва из 2011. у насељу је живело 96 становника.

## Становништво
Према попису из 2011. године, Бабиће има следећи етнички састав становништва:
| Националност | 2011.       |
| Албанци      | 96 (100,0%) |
| Укупно       | 96          |

| Демографија | Демографија | Демографија |
| Година      | Становника  | Становника  |
| ----------- | ----------- | ----------- |
| 1948.       | 172         |             |
| 1953.       | 144         |             |
| 1961.       | 153         |             |
| 1971.       | 151         |             |
| 1981.       | 178         |             |
| 1991.       | 199         |             |
| 2011.       | 96          |             |